# Katni
Katni (znane także jako Murwara) – miasto w Indiach, w stanie Madhya Pradesh. W 2011 roku liczyło 221 883 mieszkańców.